# Carl Alfred Spahn
Carl Alfred Spahn (* 25. Februar 1863 in Schaffhausen; † 19. Februar 1943 ebenda) war ein Schweizer Jurist und Politiker (FDP).

## Leben
Sein Vater war Melchior Spahn, Bäckermeister. 1887 heiratete er Maria Rosalia Veith, Tochter von Johann Jakob Veith, Hutmacher.
Spahn besuchte das Gymnasium in Schaffhausen und absolvierte 1881–1885 ein Rechtsstudium in Heidelberg, Lausanne, München und Bern. 1886 erlangte er den Abschluss mit dem Dr. iur.
1886–1888 war er Schreiber am Obergericht in Schaffhausen, 1888–1894 Rechtsanwalt, 1889–1895 2. Verhörrichter, 1889–1894 Schaffhauser Grossstadtrat (1893–1894 Präsident), 1889–1894 Mitglied des Büros der Einwohnergemeinde (1893–1894 Vizepräsident), 1892–1920 Kantonsrat (1898, 1903 und 1909 Präsident), 1895–1899 Verfassungsrat, 1895–1917 Stadtpräsident, 1896–1924 Oberrichter (1916–1924 Vizepräsident) und 1900–1919 Nationalrat für Schaffhausen (1913 Nationalratspräsident). Er war Mitglied der Neutralitätskommission und FDP-Fraktionspräsident. 1904 war er Mitgründer der Schaffhauser FDP.
Als Stadtpräsident schuf Spahn in Schaffhausen die Voraussetzungen für eine moderne Industrie, so durch die Gründung des Elektrizitätswerks 1897 oder die Erschliessung des Ebnatquartiers 1908–1911. Mit der Gründung der städtischen Verkehrsbetriebe 1901 und seinem grossen Einsatz für das Randenbahnprojekt prägte er die Verkehrspolitik. In seiner Amtszeit entstanden zahlreiche öffentliche Bauten. Spahn schlug nach seinem Rücktritt 1917 erfolgreich Hermann Schlatter als Nachfolger vor (der erster sozialdemokratische Stadtpräsident wurde).
Spahn war auch vielfältig publizistisch tätig. Er stand der Schweizerischen Gemeinnützigen Gesellschaft vor. Er war Verwaltungsrat der AIAG Neuhausen, der Georg Fischer AG, der Robert Victor Neher AG, der SIG Neuhausen, der Vereinigten Kammgarnspinnereien Schaffhausen und Derendingen sowie Mitglied des Bankrats der Schaffhauser Kantonalbank.